# تريكازي
تريكازي (بالإيطالية: Tricase)‏ هي بلدية في مقاطعة ليتشي في إقليم بوليا الإيطالي.

## السكان
في سنة 1861 بلغ عدد السكان 5٬319 نسمة، وتطور العدد ليصل في سنة 2011 لـ 17٬665 نسمة.
يظهر هذا المخطط البياني تطور النمو السكاني لـ تريكازي